# カレンデュラ レクイエム
「カレンデュラ レクイエム」は、kanon×kanonの1枚目のシングル。2010年11月17日にDefSTAR RECORDSから発売された。

## 概要
表題曲である「カレンデュラ レクイエム」と「ザ・ドールハウス!」は、kanon×kanonが作詞・作曲を担当している。kanon×kanon名義ではあるが、kanon(♀)は作詞、kanon(♂)が作曲と、実際は分かれている。
表題曲「カレンデュラ レクイエム」の「カレンデュラ（calendula）」とは、英語でキンセンカ、及び外傷薬として用いられるその乾燥花を意味する。フジテレビ系アニメ「屍鬼」後期オープニングテーマで、アニメのための書き下ろしである。歌詞についてはkanon(♀)が漫画版を読み、屍鬼について考えながら数週間かけて制作した。
初回生産限定盤と通常盤に加え、2010年12月までの期間限定生産である屍鬼盤の3種がリリースされた。屍鬼版のジャケットには、アニメの登場人物である桐敷沙子と室井静信のイラストが描かれており、kanon×kanonの希望でこの二人が選ばれた。
「ウミガメスープ」は、シンガーソングライター谷山浩子の29thアルバム「翼」に収録されている同曲のカバー。

## 収録曲

### 初回生産限定盤、通常盤
1. カレンデュラ レクイエム [5:17]
作詞・作曲：kanon、編曲：涌井啓一・kanon・千葉直樹
2. ザ ドールハウス! [3:24]
作詞・作曲：kanon、編曲：涌井啓一・kanon・千葉直樹
3. ウミガメスープ [2:16]
作詞：ルイス・キャロル・矢川澄子、作曲：谷山浩子、編曲：涌井啓一・千葉直樹
4. カレンデュラ レクイエム（Less Vocal）

### 屍鬼盤
1. カレンデュラ レクイエム
2. ザ ドールハウス!
3. ウミガメスープ
4. カレンデュラ レクイエム - 屍鬼 TV size - [1:29]
5. カレンデュラ レクイエム（Less Vocal）

### DVD（初回限定盤のみ）
1. カレンデュラ レクイエム （Music Clip）

## タイアップ
| 曲名                    | タイアップ                                 |
| ----------------------- | ------------------------------------------ |
| カレンデュラ レクイエム | テレビアニメ『屍鬼』後期オープニングテーマ |